# Omolabus quadratus
Omolabus quadratus es una especie de coleóptero de la familia Attelabidae.

## Distribución geográfica
Habita en Costa Rica, Nicaragua y Panamá.